# Grand Prix La Marseillaise 2019
La 40e édition du Grand Prix La Marseillaise a eu lieu le 3 février 2019. La course fait partie du calendrier UCI Europe Tour 2019 en catégorie 1.1. C'est également la première épreuve de la Coupe de France de cyclisme sur route 2019.

## Présentation

### Parcours
Les rafales de vent de plus de 70km/h poussent les organisateurs à retirer le passage par la route des crêtes. Le parcours ainsi modifié est long de 139,8 km, contre 145,3 km prévus initialement.

### Équipes
Classé en catégorie 1.1 de l'UCI Europe Tour, le Grand Prix d'ouverture La Marseillaise est par conséquent ouvert aux WorldTeams dans la limite de 50 % des équipes participantes, aux équipes continentales professionnelles, aux équipes continentales et aux équipes nationales.
Seize équipes participent à ce Grand Prix d'ouverture La Marseillaise : deux WorldTeams, onze équipes continentales professionnelles et trois équipes continentales.
| WorldTeams (2)- AG2R La Mondiale - Groupama-FDJ Équipes continentales professionnelles (11)- Delko-Marseille Provence - Cofidis, Solutions Crédits - Direct Énergie - Arkéa-Samsic - Vital Concept-B&B Hotels - Gazprom-RusVelo - Sport Vlaanderen-Baloise - Wanty-Groupe Gobert - Euskadi Basque Country-Murias - Israel Cycling Academy - Wallonie Bruxelles Équipes continentales (3)- Saint Michel-Auber 93 - Natura4Ever-Roubaix Lille Métropole - Sovac |
| |

## Déroulement de la course
Quatre coureurs s'échappent après une quinzaine de kilomètres : Romain Combaud (Delko Marseille Provence), Anthony Turgis (Direct Énergie), Julien Antomarchi (Natura4ever-Roubaix Lille Métropole) et Morne van Niekerk (Saint Michel-Auber 93). Ils parviennent à creuser une avance de six minutes. Lorsque cet écart diminue, Anthony Turgis (Direct Énergie) et Romain Combaud (Delko Marseille Provence KTM) attaquent à leur tour, dans le pas d'Oullier. Malgré la poursuite du peloton, menée notamment par l'équipe Vital Concept-B&B Hôtels, et le vent de face dans le final, ils parviennent à résister au retour de leurs poursuivants. Turgis devance Combaud au sprint. Le peloton arrive 23 secondes plus tard. Tom Van Asbroeck (Israel Cycling Academy) s'adjuge la troisième place.

## Classements

### Classement final
| \| Classement général \| Classement général \| Classement général \| Classement général \| Classement général \| \| Coureur \| Coureur \| Pays \| Équipe \| Temps \| \| ------------------ \| ------------------ \| ------------------ \| -------------------------- \| ------------------ \| \| 1er \| Anthony Turgis \| France \| Direct Énergie \| 3 h 39 min 47 s \| \| 2e \| Romain Combaud \| France \| Delko Marseille Provence \| + 0 s \| \| 3e \| Tom Van Asbroeck \| Belgique \| Israel Cycling Academy \| + 23 s \| \| 4e \| Julien Trarieux \| France \| Delko Marseille Provence \| + 23 s \| \| 5e \| Zico Waeytens \| Belgique \| Cofidis, Solutions Crédits \| + 23 s \| \| 6e \| Lilian Calmejane \| France \| Direct Énergie \| + 23 s \| \| 7e \| Clément Venturini \| France \| AG2R La Mondiale \| + 23 s \| \| 8e \| Milan Menten \| Belgique \| Sport Vlaanderen-Baloise \| + 23 s \| \| 9e \| Kévin Le Cunff \| France \| Saint Michel-Auber 93 \| + 23 s \| \| 10e \| Aimé De Gendt \| Belgique \| Wanty-Gobert \| + 23 s \| |                   |          |                            |                 |
| |                   |          |                            |                 |
| Source : ProCyclingStats |                   |          |                            |                 |
| Classement général |                   |          |                            |                 |
| Coureur | Coureur           | Pays     | Équipe                     | Temps           |
| 1er | Anthony Turgis    | France   | Direct Énergie             | 3 h 39 min 47 s |
| 2e | Romain Combaud    | France   | Delko Marseille Provence   | + 0 s           |
| 3e | Tom Van Asbroeck  | Belgique | Israel Cycling Academy     | + 23 s          |
| 4e | Julien Trarieux   | France   | Delko Marseille Provence   | + 23 s          |
| 5e | Zico Waeytens     | Belgique | Cofidis, Solutions Crédits | + 23 s          |
| 6e | Lilian Calmejane  | France   | Direct Énergie             | + 23 s          |
| 7e | Clément Venturini | France   | AG2R La Mondiale           | + 23 s          |
| 8e | Milan Menten      | Belgique | Sport Vlaanderen-Baloise   | + 23 s          |
| 9e | Kévin Le Cunff    | France   | Saint Michel-Auber 93      | + 23 s          |
| 10e | Aimé De Gendt     | Belgique | Wanty-Gobert               | + 23 s          |

### Classements UCI
La course attribue aux coureurs le même nombre des points pour l'UCI Europe Tour 2019 et le Classement mondial UCI.
| Position           | 1er | 2e | 3e | 4e | 5e | 6e | 7e | 8e | 9e | 10e | 11e | 12e | 13e à 15e | 16e à 25e |
| Classement général | 125 | 85 | 70 | 60 | 50 | 40 | 35 | 30 | 25 | 20  | 15  | 10  | 5         | 3         |